# Bosc-Mesnil
Bosc-Mesnil è un comune francese di 293 abitanti situato nel dipartimento della Senna Marittima nella regione della Normandia.

## Società

### Evoluzione demografica
Abitanti censiti